# John Huston
John Huston (Nevada, Misuri, 5 de agosto de 1906-Middletown, Rhode Island, 28 de agosto de 1987) fue un director, guionista y actor de cine estadounidense-irlandés. Como director, realizó treinta y siete largometrajes, escribiendo la mayoría de los guiones de estos. De su filmografía destacan clásicos como El halcón maltés, El tesoro de Sierra Madre, The Asphalt Jungle, The African Queen o The Man Who Would Be King. Está considerado como uno de los mejores directores del cine clásico estadounidense, pese a que se encuentra minusvalorado por ciertos sectores de la crítica.
Fue padre de Anjelica Huston y Danny Huston, ambos actores y directores.

## Biografía

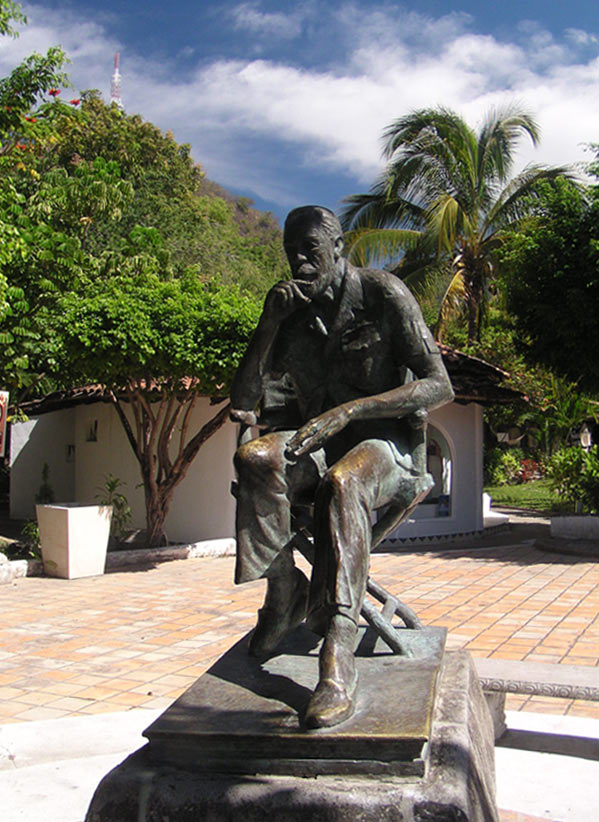
Estatua de John Huston en Puerto Vallarta, México.

Su padre, Walter Huston, fue actor desde niño, y luego se unió a compañías de repertorio, todas ambulantes; aunque también trabajó como ingeniero, nunca dejó ese oficio. Se separó de su mujer en 1912, y John fue a vivir con ella y con su abuela (pero no perdió el contacto paterno). En su adolescencia, Huston llegó a ser campeón de boxeo y ejerció como agregado militar estadounidense en el ejército mexicano. Contrajo su primer matrimonio a la temprana edad de 19 años. Vivió como pintor callejero en París durante una temporada, pues muy pronto se quedó impresionado con el arte de vanguardia, y estuvo en conexión con la Liga de estudiantes de arte en Los Ángeles, aunque perdió el contacto con ella en 1924 cuando fue a vivir a Nueva York. También trabajó como actor y fue redactor en una revista neoyorquina.
Comenzó en el cine como extra en alguna película, como El testaferro, Santos del infierno o The Storm. Gracias a su padre, que ya era un actor reconocido, fue guionista de varias películas de William Wyler (La casa de la discordia —A House Divided, 1931— o Jezabel —Jezebel, 1939—) y trabajó en una cantidad impresionante de guiones durante los años 1930 y principios de los años 1940: El sargento York, El doble crimen de la calle Morgue o El último refugio, entre otras.
Su primera película como director, de la que también fue guionista, El halcón maltés, sigue siendo considerada una obra maestra de la historia del cine, con Humphrey Bogart en el papel protagonista. La obra es una adaptación de la novela homónima de Dashiell Hammett y está considerada como la primera película de cine negro. Bogart interpreta al detective Sam Spade, el cual tras aceptar el encargo de una mujer que quiere encontrar a su hermana, se introduce en una trama relacionada con la búsqueda del halcón maltés, una centenaria estatua de color negro en forma de halcón.
Tras la realización de este filme, se vería inmerso en la Segunda Guerra Mundial, donde ejercería de documentalista. En plena invasión de Italia, se encargó de realizar el que para muchos es el mejor documental sobre el conflicto, San Pietro. En esta batalla murieron varios de sus cámaras, sin embargo, el director salió ileso. Dicho documental ha influido en directores de la talla de Steven Spielberg para la realización de su película Saving Private Ryan.
Tras volver de la guerra, realizó una de las mejores películas de aventuras de la historia del cine, El tesoro de Sierra Madre, centrada en la ambición de unos aventureros en busca de oro. Gracias a esta película, ganó sus únicos premios Óscar a mejor director y guion adaptado. Además, le granjeó a su padre su único Óscar como actor. 
Su película Medalla roja al valor (1951), de gran potencia en las imágenes, no quedó completada. La reina de África, otra de sus obras maestras, rodada en 1951, demostró a su equipo hasta dónde estaba dispuesto a llegar para rodar una película, filmando en el Congo, con mosquitos, calor y todo tipo de enfermedades. Errol Flynn y Trevor Howard también sufrieron grandes penalidades durante el rodaje de Las raíces del cielo en el Chad.
Sin embargo, su carrera tuvo luego cierto declive, al aceptar dirigir películas como La Biblia, producida por Dino de Laurentiis; Annie; Evasión o victoria, o Casino Royale, película de James Bond que contó con cinco directores distintos.
A pesar de eso, siguió haciendo grandes películas posteriormente, como Reflejos en un ojo dorado o Bajo el volcán.
Tuvo ocasión de dirigir a su propio padre, el oscarizado actor Walter Huston, en al menos cinco largometrajes, y también dirigió a su hija, Anjelica Huston, en Paseo por el amor y la muerte, El honor de los Prizzi y en The Dead (su última película), entre otras.
Falleció en Middletown (Rhode Island), ahogado por un enfisema. Sus memorias terminan con lo que haría si pudiese volver a vivir de nuevo: "Pasaría más tiempo con mis hijos; ganaría el dinero antes de gastármelo; aprendería los placeres del vino en lugar de los de las bebidas fuertes; no fumaría cuando tuviera pulmonía y no me casaría por quinta vez", escribió. Se puede afirmar que John Huston es uno de los grandes directores de la historia reciente del cine. Tiene su estrella en paseo de la fama de Hollywood, en el 1765 de Hollywood Boulevard.

## Filmografía como director
| Año  | Título                               |
| ---- | ------------------------------------ |
| 1941 | El halcón maltés                     |
| 1942 | Como ella sola                       |
| 1942 | A través del Pacífico                |
| 1943 | Report from the Aleutians            |
| 1944 | The Battle of San Pietro             |
| 1946 | Let there be light                   |
| 1948 | El tesoro de Sierra Madre            |
| 1948 | Key Largo                            |
| 1949 | Éramos desconocidos                  |
| 1950 | The Asphalt Jungle                   |
| 1951 | The Red Badge of Courage             |
| 1951 | The African Queen                    |
| 1952 | Moulin Rouge                         |
| 1954 | La burla del diablo                  |
| 1956 | Moby Dick                            |
| 1957 | Sólo Dios lo sabe                    |
| 1958 | El bárbaro y la geisha               |
| 1958 | Las raíces del cielo                 |
| 1960 | The Unforgiven                       |
| 1961 | The Misfits                          |
| 1962 | Freud, pasión secreta                |
| 1963 | El último de la lista                |
| 1964 | La noche de la iguana                |
| 1966 | La Biblia                            |
| 1967 | Reflejos en un ojo dorado            |
| 1967 | Casino Royale                        |
| 1968 | La horca puede esperar               |
| 1969 | Paseo por el amor y la muerte        |
| 1970 | La carta del Kremlin                 |
| 1972 | Fat City, ciudad dorada              |
| 1972 | The Life and Times of Judge Roy Bean |
| 1973 | El hombre de Mackintosh              |
| 1975 | The Man Who Would Be King            |
| 1979 | Sangre sabia                         |
| 1980 | Phobia                               |
| 1981 | Victory                              |
| 1982 | Annie                                |
| 1984 | Bajo el volcán                       |
| 1985 | El honor de los Prizzi               |
| 1987 | The Dead                             |

## Filmografía como actor
- El cardenal (The Cardinal) (1963), dirigida por Otto Preminger.
- La Biblia (The Bible) (1966) en el papel de Noé. Dirigida por el mismo.
- Paseo por el amor y la muerte (A Walk with Love and Death) (1969), dirigida por él mismo.
- Al otro lado del viento (The Other Side of the Wind) (filmada en los años 70 y estrenada recién en 2018), dirigida por Orson Welles.
- El hombre de una tierra salvaje (Man in the Wilderness) (1971), dirigida por Richard C. Sarafian.
- La batalla del planeta de los simios (Battle for the Planet of the Apes) (1973), dirigida por J. Lee Thompson.
- Barrio Chino (Chinatown) (1974), dirigida por Roman Polanski.
- El viento y el león (The Wind and the Lion) (1975), dirigida por John Milius.
- Once más uno (A Minor Miracle) (1983), dirigida por Terrell Tannen.

## Premios y distinciones
Premios Óscar
| Año  | Categoría              | Película                   | Resultado |
| ---- | ---------------------- | -------------------------- | --------- |
| 1941 | Mejor guion original   | Dr. Ehrlich's Magic Bullet | Nominado  |
| 1942 | Mejor guion original   | Sergeant York              | Nominado  |
| 1942 | Mejor guion            | El halcón maltés           | Nominado  |
| 1949 | Mejor director         | El tesoro de Sierra Madre  | Ganador   |
| 1949 | Mejor guion adaptado   | El tesoro de Sierra Madre  | Ganador   |
| 1951 | Mejor director         | La jungla de asfalto       | Nominado  |
| 1951 | Mejor guion            | La jungla de asfalto       | Nominado  |
| 1952 | Mejor director         | La reina de África         | Nominado  |
| 1952 | Mejor guion adaptado   | La reina de África         | Nominado  |
| 1953 | Mejor película         | Moulin Rouge               | Nominado  |
| 1953 | Mejor director         | Moulin Rouge               | Nominado  |
| 1958 | Mejor guion adaptado   | Sólo Dios lo sabe          | Nominado  |
| 1964 | Mejor actor de reparto | El cardenal                | Nominado  |
| 1976 | Mejor guion adaptado   | El hombre que pudo reinar  | Nominado  |
| 1986 | Mejor director         | El honor de los Prizzi     | Nominado  |

Globo de Oro
| Año  | Categoría              | Película                  | Resultado |
| ---- | ---------------------- | ------------------------- | --------- |
| 1985 | Mejor director         | El honor de los Prizzi    | Ganador   |
| 1974 | Mejor actor de reparto | Chinatown                 | Nominado  |
| 1963 | Mejor actor de reparto | El cardenal               | Ganador   |
| 1948 | Mejor director         | El tesoro de Sierra Madre | Ganador   |

Premios BAFTA
| Año  | Categoría              | Película         | Resultado |
| ---- | ---------------------- | ---------------- | --------- |
| 1980 | BAFTA Honorífico       | BAFTA Honorífico | Ganador   |
| 1974 | Mejor actor de reparto | Chinatown        | Nominado  |

Festival Internacional de Cine de Venecia
| Año  | Categoría                      | Película                       | Resultado |
| ---- | ------------------------------ | ------------------------------ | --------- |
| 1953 | León de Plata                  | Moulin Rouge                   | Ganador   |
| 1985 | León de Oro a toda una carrera | León de Oro a toda una carrera | Ganador   |